# Obrium akikoae
Obrium akikoae là một loài bọ cánh cứng trong họ Cerambycidae.